# Chiesa di San Pietro in Bosco (Galeata)
La chiesa di San Pietro in Bosco è la parrocchiale del comune di Galeata. Sorge sula piazza principale del paese sulla via bidentina. La chiesa che ha forme neogotiche per via dei restauri, ha origini molto antiche.

## Storia

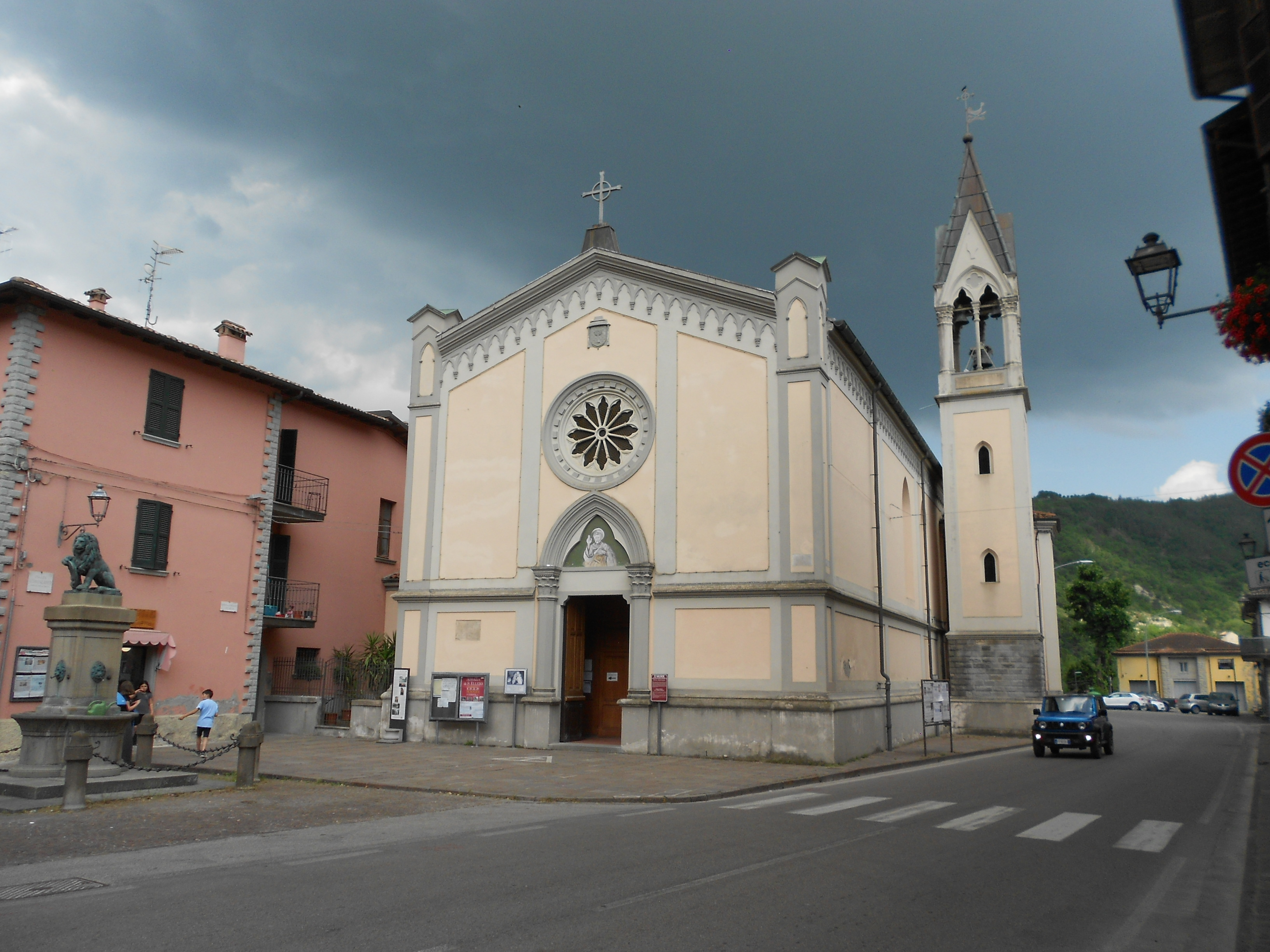

La chiesa sorge in un luogo anticamente dedicato al culto e in precedenza occupato da un tempio pagano. Una prima versione della chiesa esiste da tempi molto antichi. Di questa prima pieve restano alcuni frammenti conservati al Museo Mambrini, colonnine binate in granito, un piccolo capitello, un frammento di fonte battesimale in marmo rosso di Verona  e altre parti, nonché tracce di un pavimento sempre in marmo di Verona, rinvenuto a quasi un metro di profondità rispetto al piano attuale. Consacrata nel 1180 da Gerardo, arcivescovo di Ravenna, nel 1194 subisce i primi restauri per via dei danni di un terremoto. Altri restauri si rendono necessari nel 1648 e nel 1661, l'ultimo sempre a seguito di un terremoto. La porta principale della chiesa viene ricostruita nel 1664 da parte dei fratelli Michele, Filippo e Manfredo Foschi di Mercatale. 
Nel 1703 viene rifatto il pavimento. Nel 1788, oltre all'altare maggiore, risultano a destra la Cappella Ostili dedicata a Sant'Andrea, quella della Beata Vergine, dei Santi Antonio e Francesco di Paola e della Santissima Annunziata (appartenente alla famiglia Petrini di Firenze). A sinistra c'erano invece la cappella delle Anime Purganti (famiglia Versari), l'altare del Rosario e di San Bartolomeo dei Santi Giacomo e Cristoforo (famiglia Massi) di Sant'Ambrogio (famiglia Magnani). Nel 1855 viene aggiunto l'altare della Concezione. 
Nel 1911 l'architetto Pilade Ghiandai di Arezzo inizia dei restauri che cambiano in maniera radicale l'assetto della chiesa. Cominciano così a comparire la forme neogotiche che caratterizzano la chiesa, con la struttura dell'abside, del soffitto e degli archi delle cappelle laterali. Negli spicchi Michele Garinei, pittore fiorentino, dipinge i santi patroni, mentre Giovanni Zannetti decora la travatura e la fascia sottostante. L'altare, disegnato da Pilade Ghiandai, viene eseguito in pietra locale da Antonio Albertini. Vengono realizzate anche le vetrate.
Nel 1914 viene costruita la canonica e dopo i terremoti del 1918-19 è necessario ricostruire l'abside e ridipingerla a opera di artisti locali e di Guido Dolci di Prato. Anche il campanile viene distrutto e dunque ricostruito non più sul lato nord dell'abside, ma dalla parte opposta, con forme marcatamente gotiche date dall'alta guglia e dalla forma delle aperture.
Nel 2006 vengono ricostruiti i pavimenti. 

## Descrizione
La chiesa ha la facciata orientata a ovest e dunque l'abside rivolta verso est. La struttura è realizzata in pietra, nascosta dall'intonaco a eccezione della base del campanile. La pianta basilicale ha una sola navata.

### Esterno

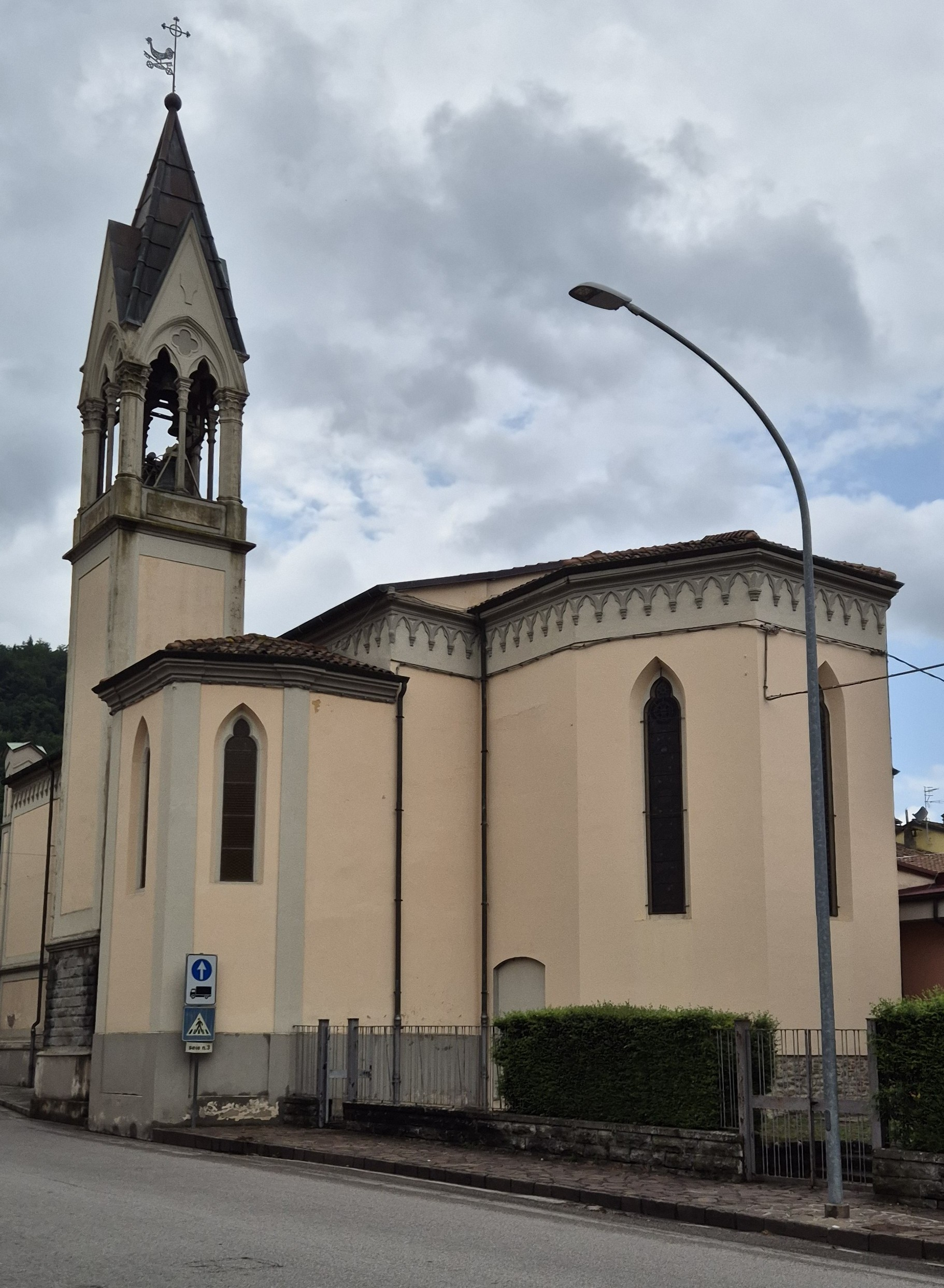
visione absidale

La facciata è a capanna, con due piccole torrette che proseguono le lesene angolari. Divisa in due parti da un marcapiano in cui è ricavato il portale, ha un grande rosone. Sopra il portale, nella lunetta di forma ogivale, si trova un dipinto di inizio Novecento di Guido Dolci che raffigura San Pietro Benedicente. Il sistema decorativo è importato su tre colori di intonaco, beige, che occupa gli elementi di risulta e due toni di grigio, più chiaro per le ripartizioni interne, più scuro per quelle esterne e gli elementi propriamente decorativi, come gli archetti pensili e le dentellature del rosone. I caratteri di neogotico sono evidenti nelle due torrette, nel grande rosone e nell'uso dell'arco a sesto acuto. Tuttavia l'effetto disegnato della struttura, ottenuto con elementi di variazione di grigi rimanda all'arte toscana rinascimentale, creando un felice sistema eclettico.
Il prospetto laterale di destra costeggia la strada e presenta il medesimo alternarsi di colori di intonaco. Accostato si trova il campanile e oltre la sporgenza corrispondente alla cappella interna. L'abside poligonale sporge dal corpo principale della chiesa.

### Interno

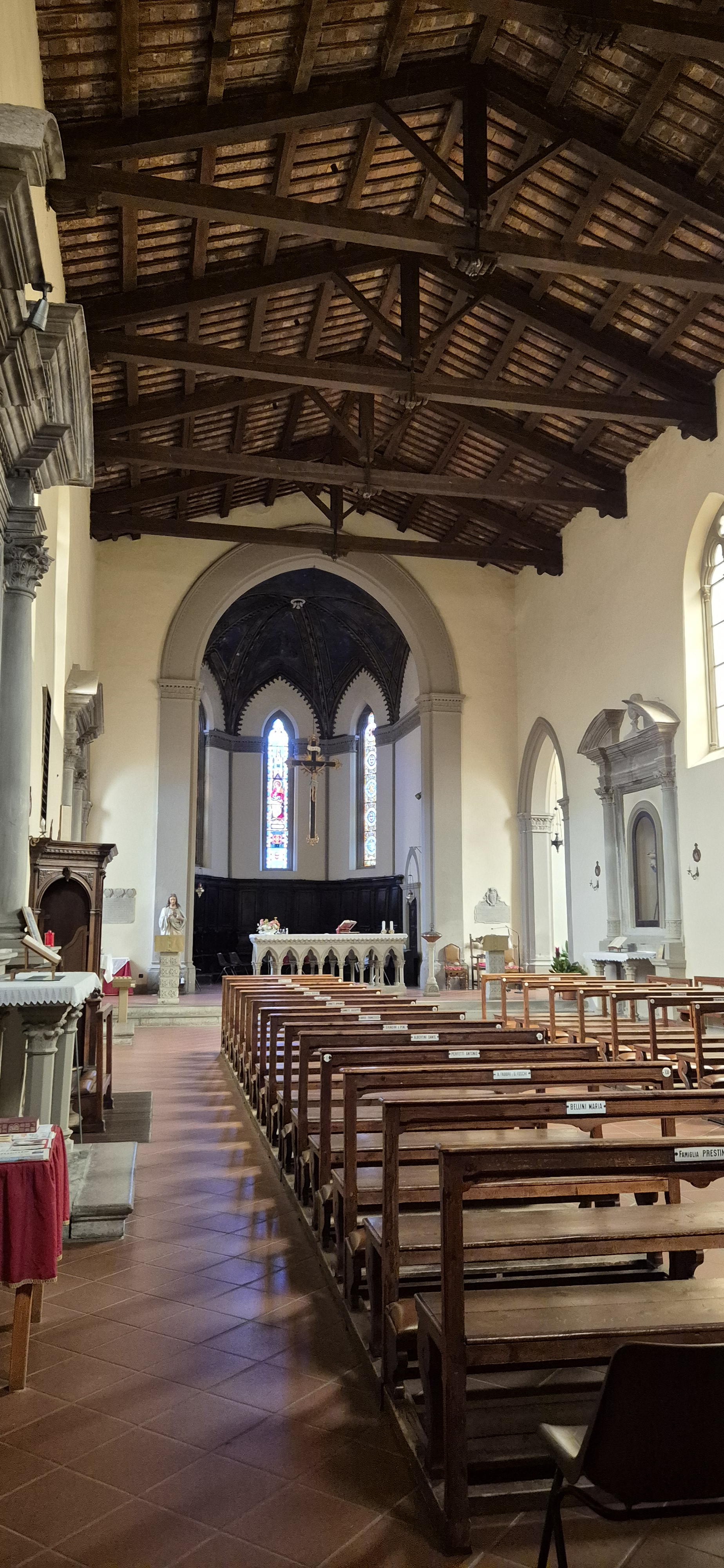
Visione dell'interno verso l'abside

L'interno è a navata unica. L'ingresso è preceduto da una bussola. Sui muri immediatamente vicino all'ingresso sono posizionate due opere in rame sbalzato realizzate da Paolo Paolini, San Pietro (1995) e La Madonna dell'Umiltà (1996). Ai lati si trovano una cappella laterale a sinistra, quattro altari del XVIII secolo realizzati in pietra arenaria e due cappelle adiacenti all'abside ai due lati. La prima cappella a sinistra apparteneva alla compagnia del Santissimo Sacramento e nel 1928 è stata decorata simulando la grotta di Lourdes dai fratelli Graziani di Faenza. Gli altari a sinistra contengono l'Annunciazione di Jacopo Confortini, del 1657 e una statua dell’Immacolata, del 1925 mentre a destra la Madonna col Bambino in gloria e Santi, di Francesco Bianchi Bonavita, 1638-1642 e una  statua di San Giuseppe, 1932.
Ai lati del presbiterio si aprono due cappelle a pianta poligonale, che sporgono dal corpo della chiesa.

Il presbiterio rialzato è separato dalla navata da due gradini e da un arco accentuato. L'abside, il cui assetto attuale risale ai rifacimenti dopo il terremoto del 1918, ha copertura a ombrello. Il coro ligneo proviene da una chiesa soppressa di Meldola. 

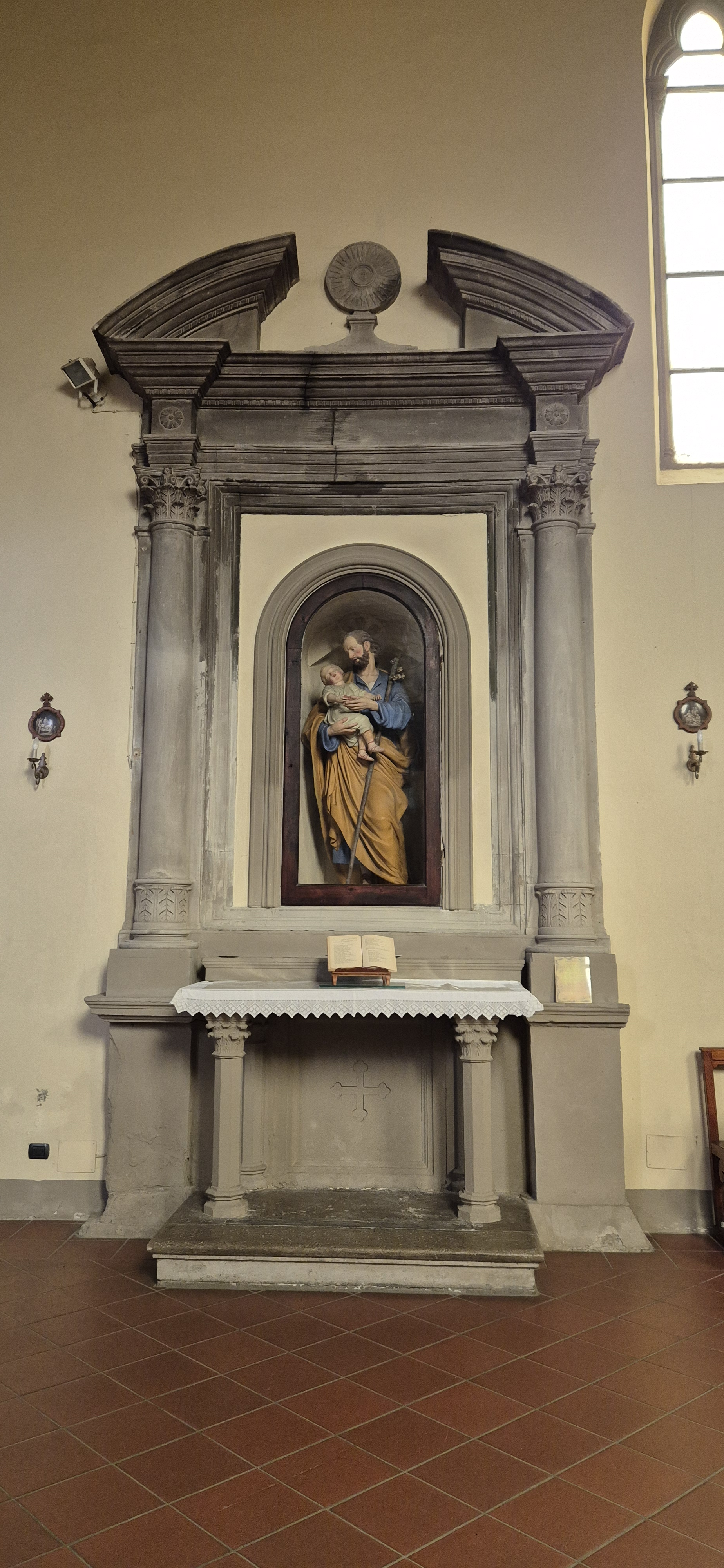
Altare con San Giuseppe
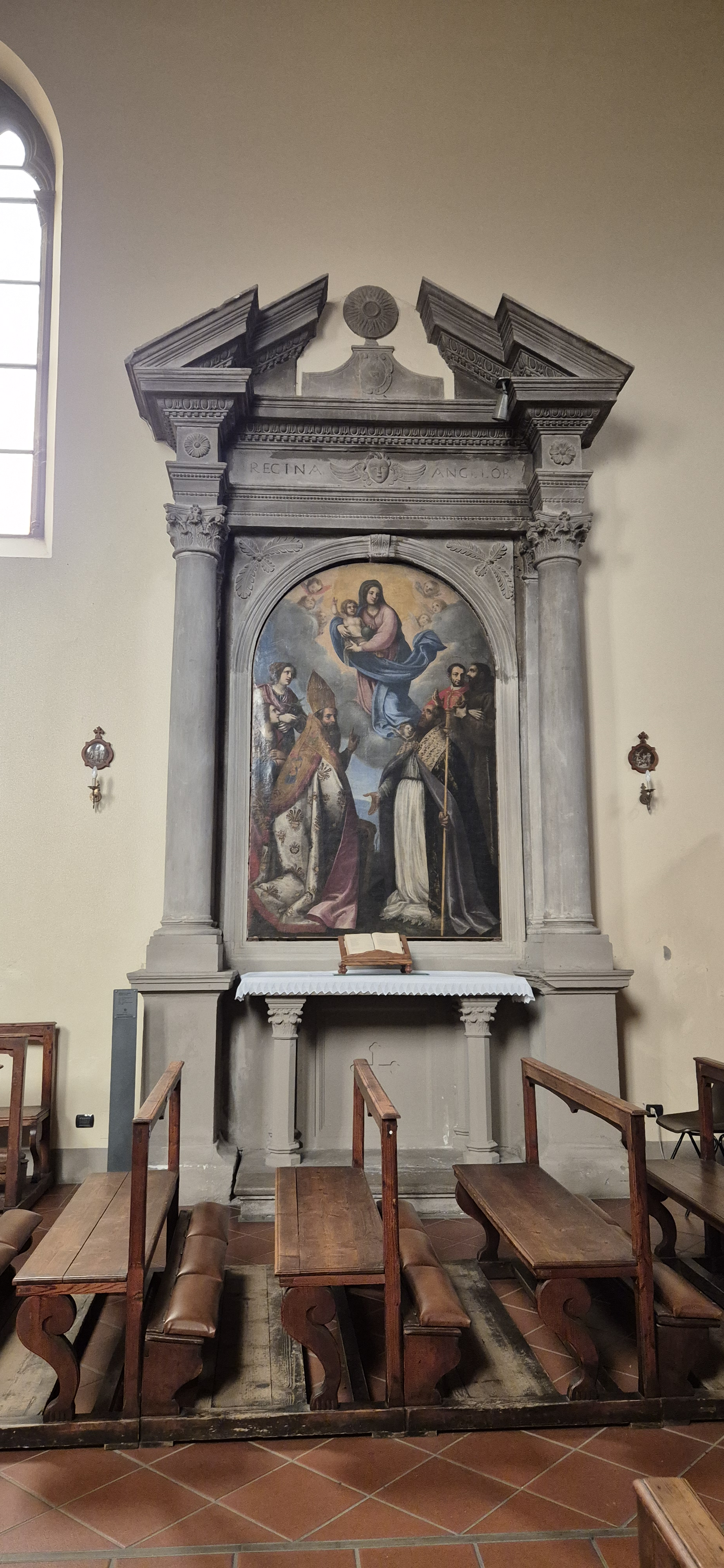
Altare con Madonna con Bambino in gloria e Santi
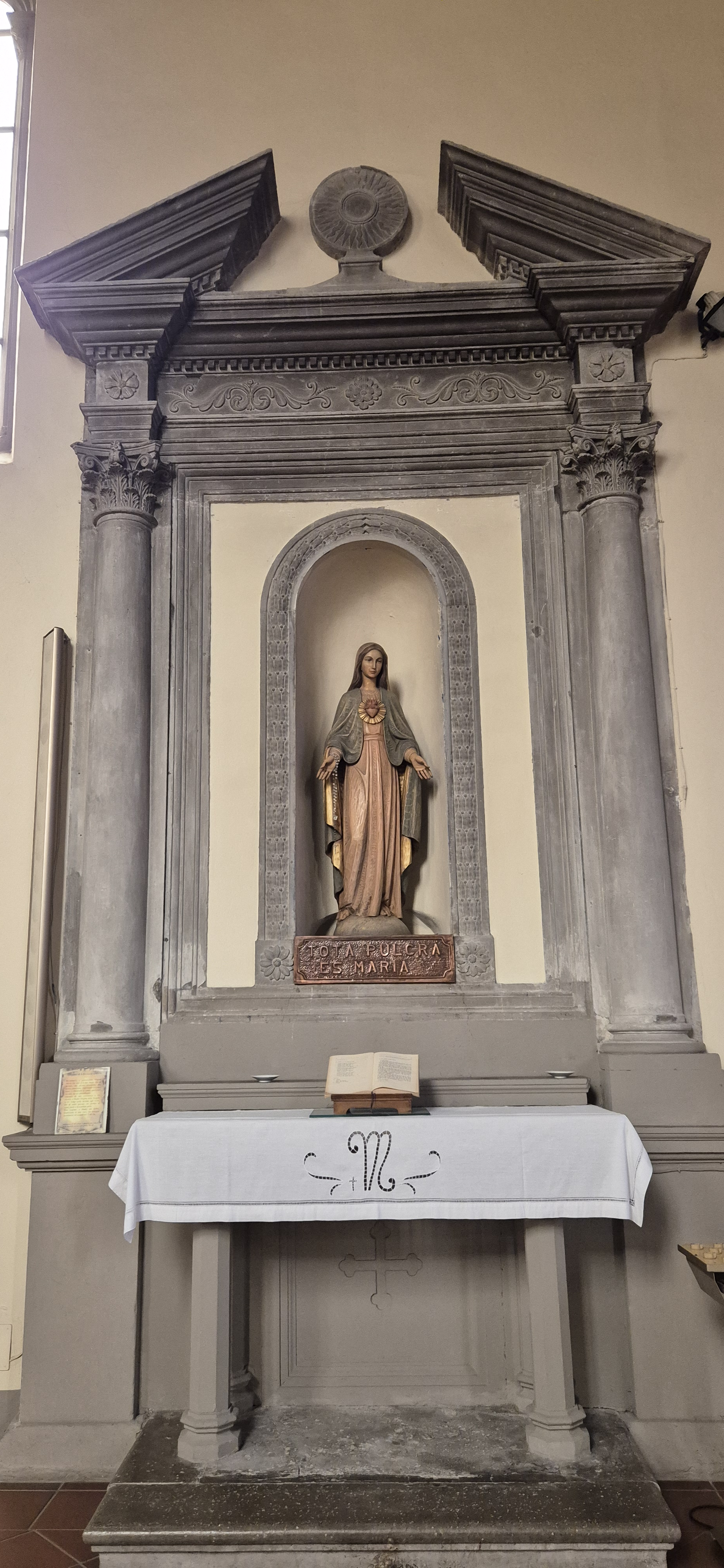
Altare con Statua della Madonna
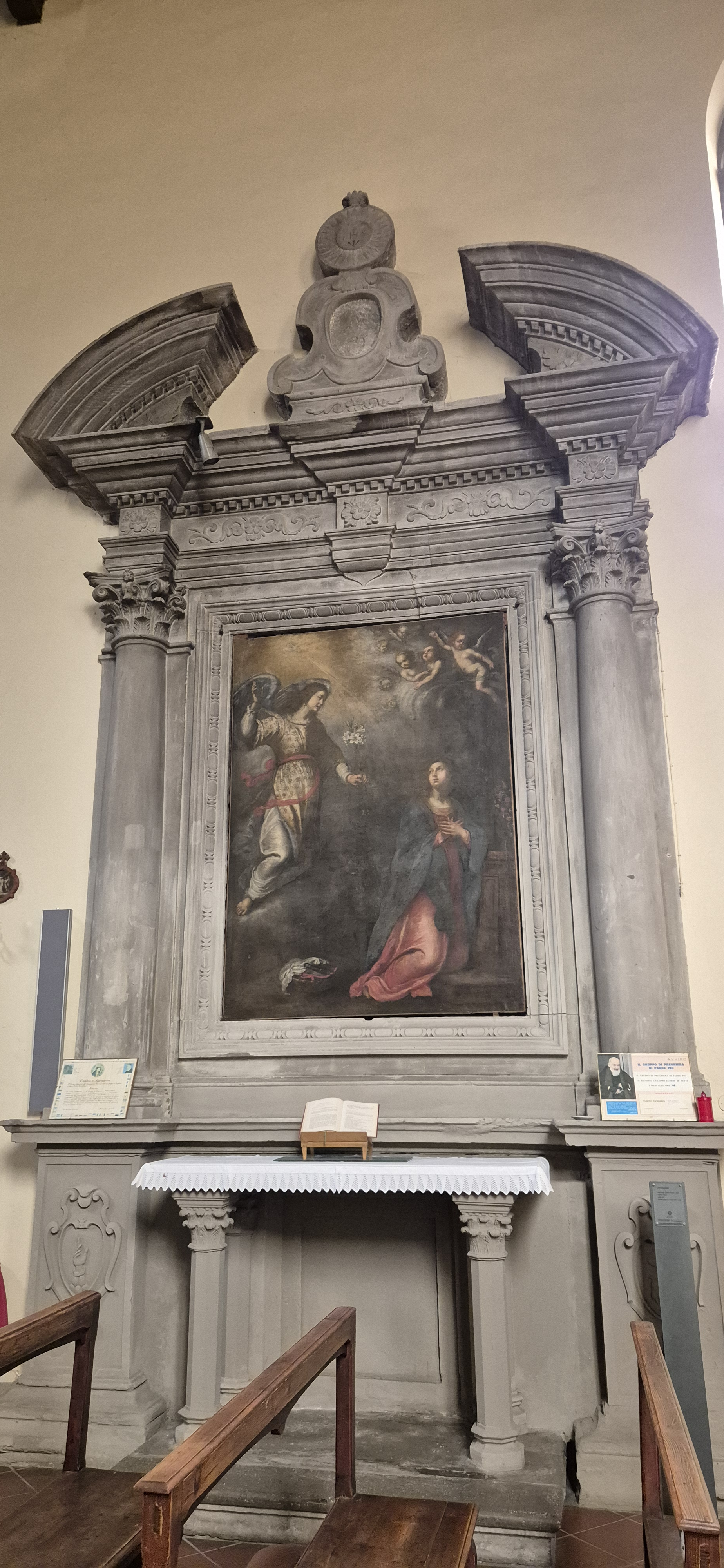
Altare con Annunciazione